# Sabine Tegtmeyer-Dette

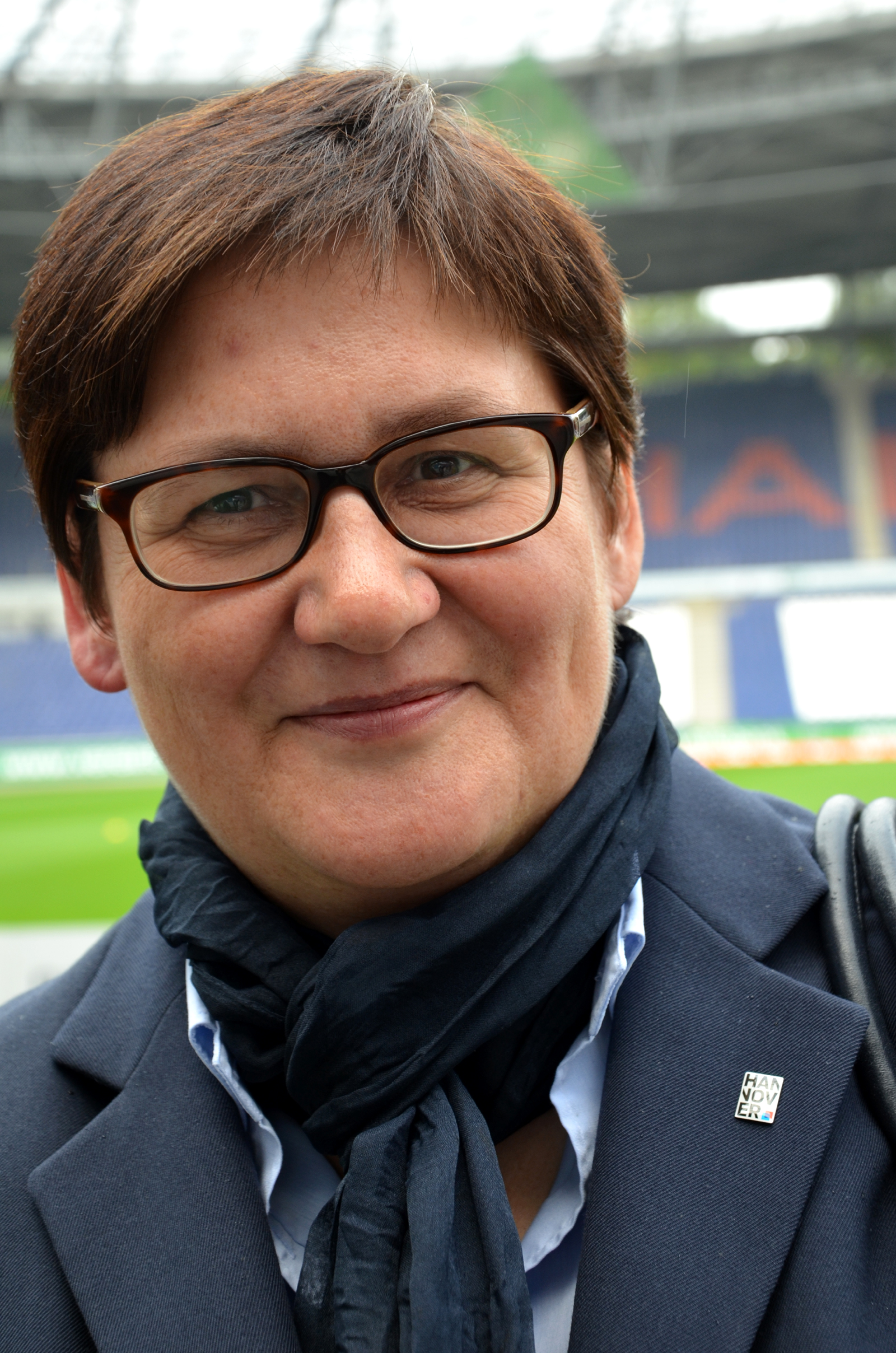
Sabine Tegtmeyer-Dette, hier bei der Eröffnung der Wirtschaftsmesse Hannover 2013 in der HDI-Arena

Sabine Tegtmeyer-Dette (* 3. Januar 1961 in Stade) ist eine deutsche Politikerin (Bündnis 90/Die Grünen). Seit dem 8. November 2022 ist sie Staatssekretärin im Niedersächsischen Finanzministerium. Zuvor war sie vom 1. August 2013 bis Juli 2021 Dezernentin für Wirtschaft und Umwelt und Erste Stadträtin der Stadt Hannover.

## Leben
Sabine Tegtmeyer-Dette wurde in Stade geboren und legte dort das Abitur am Vincent-Lübeck-Gymnasium ab. Sie ging 1981 zum Studium der Germanistik und Politischen Wissenschaft nach Hannover und erhielt dort 1989 mit einer Arbeit über Erzählen im Alltag den akademischen Grad des Magister artium. Berufsbegleitend bildete sie sich 1990 bis 1993 an der Leibniz-Akademie Hannover zur Diplom-Verwaltungsbetriebswirtin fort. Sie ist mit dem Kommunalpolitiker und früheren stellvertretenden Regionspräsidenten der Region Hannover Michael Dette verheiratet.
Tegtmeyer-Dette ist seit Mitte der 1980er Jahre Mitglied der Grünen und hatte verschiedene Funktionen im niedersächsischen Landesverband inne. Ab 1988 war sie für zwei Jahre dessen stellvertretende Geschäftsführerin, führte 1990 bis 1991 die Geschäfte von dessen kommunalpolitischer Vereinigung und war 1992 bis 1995 dessen Finanzreferentin. Zeitweise war sie Fraktionsvorsitzende der Grünen im Ricklinger Bezirksrat.
Von 1995 bis 2005 war sie Leiterin des Unternehmenscontrollings beim Kommunalverband Hannover beziehungsweise der Region Hannover. Vom 1. Oktober 2005 bis Mitte 2013 war Sabine Tegtmeyer-Dette Prokuristin der Üstra und war in diesem Betrieb des öffentlichen Nahverkehrs für die kaufmännische Leitung und die Planung strategischer Projekte zuständig. Ebenfalls von 2000 bis 2013 war sie nebenamtlich Prokuristin der Versorgungs- und Verkehrsgesellschaft Hannover.
2011 wurde Tegtmeyer-Dette zur stellvertretenden Bezirksbürgermeisterin von Ricklingen gewählt. Das Amt gab sie im Mai 2013 auf, um nicht in einen Interessenkonflikt wegen ihrer zukünftigen Dezernententätigkeit zu kommen. Als Bezirksrat Ricklingen folgte ihr ihr Ehemann Michael Dette nach.
Vom 1. August 2013 bis Ende Juli 2021 war sie als Nachfolgerin von Hans Mönninghoff Erste Stadträtin von Hannover und führte das Dezernat für Wirtschaft und Umwelt. Als Erste Stadträtin war sie bis zum Amtsantritt des neu gewählten Oberbürgermeisters Stefan Schostok am 11. Oktober 2013 kommissarische Leiterin der Stadtverwaltung (Vakanz des Amtes wegen des Wechsels des früheren Amtsinhabers Stephan Weil in die Landespolitik). Stephan Weil hob vor ihrer Wahl im November 2012 ihre Verwaltungserfahrung und „ihr breit angelegtes Querschnittswissen“ hervor, das gerade für die kommunalen Beteiligungen nützlich sei. Sie unterstützte die umstrittene Ansiedlung einer Tierversuchsanstalt des Pharmakonzerns Boehringer Ingelheim in Kirchrode, was als Zeichen ihres Pragmatismus gilt. Zu ihren ersten wichtigen Themen gehörte die Zukunft des Ihme-Zentrums. Der oppositionellen CDU-Fraktion im hannoverschen Stadtrat erschien die Dezernentin als „auffällig unauffällig“. Nachdem Schostok zum 26. Mai 2019 in den vorzeitigen Ruhestand versetzt worden ist, übernahm Tegtmeyer-Dette als Erste Stadträtin erneut kommissarisch die Leitung der Stadtverwaltung bis zum Amtsantritt von Schostoks gewähltem Nachfolger Belit Onay am 22. November 2019.
Von Februar bis November 2022 war sie als Geschäftsführerin bei der Hannover Region Grundstücksgesellschaft tätig.
Am 8. November 2022 wurde Tegtmeyer-Dette zur Staatssekretärin im Niedersächsischen Finanzministerium ernannt.